# Nanik Wenten
Nanik Wenten (* im 20. Jahrhundert in Yogyakarta) ist eine indonesische Tänzerin, Choreographin und Tanzpädagogin.

## Leben
Die Tochter des Komponisten K. R. T. Wasitodiningrat erhielt ihre erste Ausbildung als Tänzerin am Hof von Pakualaman und der Residenz des Premierministers in Yogyakarta und studierte Tanz an der Gadjah-Mada-Universität und an der Akademi Seni Tari Indonesia (ASTI). Neben dem javanesischen erlernte sie auch den traditionellen balinesischen Tanz und war die einzige von Java stammende Frau, die Hauptrollen in einer balinesischen Tanzkompagnie erhielt. Abschlüsse als Bachelor und Master of Fine Arts erhielt sie am California Institute of the Arts, wo sie javanesischen und balinesischen Tanz unterrichtet. Daneben gibt sie Workshops in Nord- und Südamerika, Asien und Europa.
Als Tänzerin und Choreographin verbindet sie traditionellen indonesischen Tanz mit westlichen Elementen des Ballett und des modernen Tanzes in Amerika. Unter anderem arbeitete sie mit dem Komponisten Morton Subotnick, dem Videokünstler Ed Emshwiller, dem Filmemacher und Puppenspieler Larry Reed und der Choreographin Marion Scott zusammen. Sie ist mit dem Tänzer und Schauspieler I Nyoman Wenten verheiratet.